# Singer (Louisiane)
Pour les articles homonymes, voir Singer.
Singer est une census-designated place de la paroisse de Beauregard, en Louisiane, aux États-Unis. 